# Остриков, Николай Миронович
Никола́й Миро́нович О́стриков (1925—2003) — советский военнослужащий, участник Великой Отечественной войны, полный кавалер ордена Славы.

## Биография
Родился в Русской Буйловке в 1925 в крестьянской семье. Работал в колхозе.
Призван в Красную Армию в апреле 1942. С августа 1942 в действующей армии. Во время боев за Витебскую область 23 июня 1944 уничтожил более 10 вражеских солдат. 23 августа награжден орденом Славы 3 степени (№ 132480). 17 января 1945 в разведывательном рейде, вблизи города Остроленка (Польша), Остриков взял в плен «языка» у которого находились важная документация. 14 февраля 1945 награжден орденом Славы 2 степени (№ 21398). 1 марта 1945 в бою вблизи станции Шенау (Германия), пулеметным огнем уничтожил 6 солдат противника. 16 апреля 1945 второй раз награжден орденом Славы 2 степени, в феврале 1958 перенагражден на орден Славы 1 степени. Демобилизовался в марте 1946.
Окончил финансовый техникум. Работал в финансовом отделе Верхнемамонском районе. Умер 1 января 2003 в поселке Верхний Мамон .

## Награды
- Орден Отечественной войны 1 степени;[2]
- Орден Красной Звезды;[3]
- Орден  Славы 1 степени
- 2 ордена Славы 2 степени;[4][5][6]
- Орден Славы 3 степени;[7]
- ряд медалей

В том числе:
Медаль За отвагу;
Медаль «За трудовую доблесть»